# 8 november
8 november är den 312:e dagen på året i den gregorianska kalendern (313:e under skottår). Det återstår 53 dagar av året.
Sedan 2021 firas Läromedlets dag i Sverige. Läromedlets dag är en temadag instiftad av intresseorganisationen Läromedelsförfattarna. Syftet är att lyfta läromedlets betydelse och belysa olikvärdigheten i svensk skola.

## Namnsdagar

### I den svenska almanackan
- Nuvarande – Vendela
- Föregående i bokstavsordning
  - Vanda – Namnet infördes på dagens datum 1986, men utgick 2001.
  - Vendela – Namnet förekom under 1700-talet både på 2 augusti och 28 september, men utgick sedan. 1901 infördes det på dagens datum och har funnits där sedan dess.
  - Ville – Namnet infördes på dagens datum 1986, men utgick 1993.
  - Villehad – Namnet fanns, till minne av en anglosaxisk missionär, som under 700-talet blev Bremens första biskop, på dagens datum före 1901, då det utgick.
- Föregående i kronologisk ordning
  - Före 1901 – Villehad
  - 1901–1985 – Vendela
  - 1986–1992 – Vendela, Vanda och Ville
  - 1993–2000 – Vendela och Vanda
  - Från 2001 – Vendela
- Källor
  - Brylla, Eva (red.). Namnlängdsboken. Gjøvik: Norstedts ordbok, 2000 ISBN 917227204X
  - af Klintberg, Bengt. Namnen i almanackan. Gjøvik: Norstedts ordbok, 2001 ISBN 9172272929

### Finlandssvenska almanackan
- Nuvarande från 2015[1] – Dennis, Denise
- I föregående revideringar[a][2]
  - 1929–2014 – Styrbjörn

## Händelser
- 1047 – Sedan Clemens II har avlidit knappt en månad tidigare väljs Benedictus IX till påve för tredje gången.
- 1520 – Efter en lyckad dansk invasion av Sverige, under ledning av Kristian II, inleds Stockholms blodbad, där nära ett 100-tal personer avrättas för påstått kätteri.
- 1542 – I Slätbacka sluts ett vapenstillestånd i Dackefejden. Det ska gälla i ett år.
- 1620 – Böhmiska trupper lider nederlag mot katolska ligans trupper, när slaget vid Vita berget avslutas.
- 1887 – Uppfinnaren Emile Berliner får patent på den första grammofonen.
- 1889 – Montana blir den 41:a delstaten att ingå i den amerikanska unionen.[3]
- 1895 – Wilhelm Röntgen upptäcker röntgenstrålningen och blir 1901 den förste att ta emot Nobelpriset i fysik.
- 1923 – Ölkällarkuppen, det tyska nazistpartiets försök till statskupp i München, inleds.
- 1932 – Franklin D. Roosevelt väljs till USA:s president.
- 1939 – Ett misslyckat attentat mot den tyske diktatorn Adolf Hitler genomförs när han tillsammans med sina närmaste män firar årsdagen av ölkällarkuppen i München.
- 1942 – Operation Torch: amerikanska och brittiska styrkor landstiger i nordvästra Afrika.
- 1957 – Storbritannien provspränger en vätebomb på Line Islands.
- 1960 – Demokraten John F. Kennedy vinner presidentvalet i USA med knapp marginal mot republikanen Richard Nixon.
- 1963 – Ett plan från Finnair havererar under inflygning till Mariehamn.
- 1966 – Älvsborgsbron i Göteborg invigs av kommunikationsminister Olof Palme.
- 1968 – FN-konventionen om vägtrafik bildas för att underlätta för internationell vägtrafik och öka trafiksäkerheten i världen.
- 1972 – Betal-tv-kanalen HBO lanseras i amerikanska kabelnät.
- 1977 – Manolis Andronikos, grekisk arkeolog och professor vid Aristotelesuniversitetet i Thessaloniki, upptäcker Filip II av Makedoniens grav i staden Vergina.
- 2016
  - Indiens premiärminister Narendra Modi genomför en valutareform där samtliga rupiesedlar på 500 och 1000 avskaffas, vilket gör att 86% av den valuta som finns i omlopp blir ogiltig över en natt.
  - Donald Trump väljs till USA:s 45:e president.

## Födda
- 30 – Nerva, romersk kejsare 96–98.
- 1622 – Karl X Gustav, kung av Sverige 1654–1660 (född "om aftonen").
- 1656 – Edmond Halley, brittisk vetenskapsman, upptäckare av Halleys komet (29 oktober enl. gamla stilen).
- 1735 – George Plater, amerikansk politiker, guvernör i Maryland 1791–1792.
- 1777 – Désirée Clary, drottning av Sverige 1818–1844, gift med Karl XIV Johan.
- 1789 – Anders Lindeberg, teaterman, författare.
- 1831 – Robert Bulwer-Lytton, 1:e earl av Lytton, brittisk diplomat och skald.
- 1847
  - Bram Stoker, författare till Dracula.
  - Jean Casimir-Perier, fransk politiker, Frankrikes president 1894–1895.
- 1848 – Gottlob Frege, tysk matematiker och filosof.
- 1852 – Axel Otto Lindfors, svensk läkare, universitetslärare och författare.
- 1854 – Johannes Rydberg, svensk fysiker.
- 1858 – Lawrence Y. Sherman, amerikansk republikansk politiker och jurist, senator (Illinois) 1913–1921.
- 1876 – Charley Paterson, svensk skådespelare.
- 1889 – Kurt Fricke, tysk sjömilitär, amiral 1942.
- 1890 – Ester Lindin, svensk folkskollärare och författare.
- 1902
  - Mim Ekelund, svensk dansare och skådespelare.
  - Elsa Larcén, svensk operasångare.
- 1906 – H.C. Hansen, dansk socialdemokratisk politiker,  statsminister 1955–1960.
- 1910 – Elfriede Brüning, tysk författare.
- 1918 – June Havoc, amerikansk skådespelare.
- 1922
  - Christiaan Barnard, sydafrikansk hjärtkirurg, den förste att utföra en hjärttransplantation.
  - Carl Magnus von Seth, svensk författare, journalist och poet.
- 1923
  - Jack S. Kilby, amerikansk vetenskapsman och uppfinnare, mottagare av Nobelpriset i fysik 2000 för utvecklandet av den integrerade kretsen.
  - Abu Zikry, egyptisk militär.
- 1925 – Ian Dunlop, brittisk-svensk radio- och TV-personlighet, författare och lärare.
- 1926 – John Louis Mansi, brittisk skådespelare.
- 1927 – Lal Krishna Advani, indisk politiker, partiledare i partiet Bharatiya Janata Party.
- 1935
  - Alain Delon, fransk skådespelare.
  - Alfonso López Trujillo, colombiansk kardinal.
- 1938 – Jonas Cornell, svensk producent, regissör och manusförfattare.
- 1944 – Staffan Ling, svensk skådespelare och programledare i tv.
- 1945
  - Dennis Moore, amerikansk demokratisk politiker, kongressledamot 1999–2011.
  - Angela Scoular, brittisk skådespelare.
- 1946 – Jan-Erik Emretsson, svensk skådespelare.
- 1949
  - Anders Palm, svensk regissör, manusförfattare, producent och skådespelare.
  - Bonnie Raitt, amerikansk bluesmusiker.
- 1952 – Alfre Woodard, amerikansk skådespelare.
- 1954 – Kazuo Ishiguro, japansk-brittisk författare, mottagare av Nobelpriset i litteratur 2017.
- 1956 – Peter Lindmark, ("Pekka"), ishockeymålvakt, VM-guld 1987 och 1991, kopia av Svenska Dagbladets guldmedalj 1987.
- 1957 – Charlotta Larsson, svensk skådespelare och teaterregissör.
- 1958
  - Ivor Caplin, brittisk parlamentsledamot (Labour) 1997–2005.
  - Phil Fondacaro, amerikansk skådespelare.
- 1960 – Michael Nyqvist, svensk skådespelare.
- 1965 – Robert T. Morris, amerikansk programmerare och professor, skapare av Morrismasken.
- 1966 – Gordon Ramsay, brittisk stjärnkock och tv-kändis.
- 1967 – Courtney Thorne-Smith, amerikansk skådespelare.
- 1968 – Parker Posey, amerikansk skådespelare.
- 1970 – Mikael Eriksson, svensk musiker, medlem i Larz-Kristerz.
- 1977 – Farnaz Arbabi, svensk teaterregissör och dramatiker.
- 1982 – Mika Kallio, finländsk roadracingförare.
- 1985 – Jack Osbourne, amerikansk skådespelare, skivbolagsdirektör och brandman.

## Avlidna
- 618 – Adeodatus I, påve sedan 615.
- 955 – Agapetus II, påve sedan 946.
- 1226 – Ludvig VIII, kung av Frankrike sedan 1223.
- 1308 – Johannes Duns Scotus, skotsk teolog och filosof.
- 1605 – Robert Catesby, brittisk ledare för en grupp katolska konspiratörer och krutkonspirationen.
- 1690 – Johannes Brodinus svensk biskop i Västerås.
- 1674 – John Milton, engelsk diktare och publicist.
- 1793 – Manon Roland, (Madame Roland), fransk girondist (avrättad).
- 1862 – Anders Johan Hipping, finländsk präst och historisk skriftställare.
- 1887 – Doc Holliday, amerikansk tandläkare och revolverman.
- 1890 – César Franck, fransk organist och tonsättare.
- 1897 – Nathan F. Dixon III, amerikansk republikansk politiker, senator (Rhode Island) 1889–1895.
- 1917 – Adolph Wagner, tysk ekonom och politiker.
- 1921 – Micha Josef Berdyczewski, nyhebreisk författare.
- 1923 – Alfhild Agrell, svensk författare.
- 1928 – Mauritz Stiller, svensk filmregissör.
- 1942 – Åke Göransson, svensk konstnär.
- 1949 – Clyde M. Reed, amerikansk republikansk politiker, senator (Rhode Island) 1939–1949.
- 1953 – Ivan Bunin, 83, rysk författare, mottagare av Nobelpriset i litteratur 1933.
- 1960 – Otto Frederick Rohwedder, amerikansk ingenjör och uppfinnare av den första kommersiella brödskivningsmaskinen.
- 1970 – Napoleon Hill, amerikansk författare.
- 1977 – Olle Ek, svensk skådespelare.
- 1986 – Vjatjeslav Molotov, sovjetisk premiärminister och utrikesminister.
- 2003
  - Bob Grant, brittisk skådespelare (självmord).
  - Hava Rexha, albansk kvinna som sägs ha blivit 123 år gammal.
- 2005 – Alekos Alexandrakis, grekisk skådespelare.
- 2009 – Vitalij Ginzburg, 93, rysk astronom och fysiker, mottagare av Nobelpriset i fysik 2003.
- 2011
  - Heavy D (Dwight Arrington Myers), 44, jamaikanskfödd amerikansk rappare och skådespelare.
  - Valentin Ivanov, 76, rysk fotbollsspelare och tränare.
  - Eva Spångberg, 88, svensk konstnär, träsnidare och skulptör.
- 2012 – Lucille Bliss, 96, amerikansk skådespelare.
- 2014 – Lars Stenstad, 93, svensk målare och grafiker.
- 2022 – Claes-Göran Hederström, 77, svensk sångare.[4]

### Fotnoter
1. ↑  ”Universitetets namnsdagsalmanacka - Universitetets almanacksbyrå”. almanakka.helsinki.fi. Helsingfors universitet. https://almanakka.helsinki.fi/sv/kalender-2025/. Läst 22 februari 2025.
2. ↑  ”Namnsdagsrevideringar - Universitetets almanacksbyrå”. almanakka.helsinki.fi. Helsingfors universitet. https://almanakka.helsinki.fi/sv/namnsdagar/namnsdagsrevideringar.html. Läst 3 oktober 2020.
3. ↑  ”Montana” (på engelska). World Statesmen. http://www.worldstatesmen.org/US_states_L-M.html#Montana. Läst 9 november 2012.
4. ↑  ”Schlagersångaern Claes-Göran Hederström är död”. SVT Nyheter. 9 november 2022. https://www.svt.se/kultur/schlagersangaren-claes-goran-hederstrom-ar-dod. Läst 15 mars 2024.